# 达尼洛·加利纳里
達尼洛·蓋里納利（1988年8月8日—）為義大利職業籃球運動員，場上位置為大前鋒，最後效力於NBA 密尔瓦基公鹿队。職業生涯先後效力於紐約尼克、丹佛金塊、洛杉磯快艇、俄克拉何马城雷霆以及亞特蘭大老鷹。

## 早年生活
达尼洛·加利纳里於1988年8月8日出生在義大利的聖安傑洛洛迪賈諾，他的父親維多里歐·蓋里納利是一名職業籃球運動員，以兇悍且強硬的防守著稱，職業生涯曾隨米蘭奧林匹亞、帕維亞、波隆納以及維洛那等職業籃球俱樂部征戰意大利籃球甲級聯賽。此外，他還是現任休士頓火箭總教練邁克·德安東尼在意大利打球時的隊友兼室友。

## 義大利籃球聯賽
蓋里納利的職業生涯始於2004年，那時他才年僅15歲，代表義大利籃球乙級聯賽的卡薩爾普斯泰倫戈籃球俱樂部（UCC）出戰。

### 帕維亞
在2005年，蓋里納利加入了意大利籃球甲級聯賽的米蘭奧林匹亞俱樂部，隨後被送往帕維亞籃球俱樂部，那是一支正在角逐意大利籃球乙級聯賽冠軍的勁旅，因此年紀輕輕的他得到了大量的上場時間，從而獲得許多的比賽經驗。即使那個賽季蓋瑞納里因傷病只打了半個賽季，但他仍被提名為乙級聯賽最有價值球員，成為乙級聯賽歷史上最年輕的獲獎者。在十七場比賽中場均得到14.3分、3.4籃板、2.0抄截以及0.8助攻。

### 米蘭奧林匹亞
經過乙級聯賽的鍛煉後，蓋瑞納里在隔年被母隊米蘭奧林匹亞俱樂部重新召回，正式穿上8號球衣，參加2006–07賽季的甲級聯賽，同時他也代表米蘭奧林匹亞參加歐洲盃籃球賽的賽事。在甲級聯賽的第一個賽季，蓋瑞納里憑藉優異的表現而獲選“義甲聯賽U22最佳球員”，他在三十四場例行賽場均能攻下10.9分、4.0籃板、1.7抄截以及1.0助攻，而八場季后賽場均能取得11.5分、3.7籃板、2.1抄截和0.9助攻。在賽季期間，他還贏得了2007年意大利全明星賽三分球大賽冠軍。
蓋瑞納里在米蘭度過的最後一個賽季，他在聯賽的總效率榜上高居第一。2007–08賽季期間，他在三十三場例行賽中場均拿下17.5分、5.6籃板、2.0抄截以及1.3助攻，而在八場季后賽中場均拿下18.1分、6.5籃板、1.8抄截以及1.5助攻。
同年，蓋里納利首次參加了歐洲籃球聯賽，而這也是歐洲最高級別的籃球比賽。在十一場比賽中，蓋瑞納里場均攻下14.9分、4.2籃板、1.7助攻以及1.5抄截；其中在最後一場對上特拉維夫馬卡比籃球俱樂部的比賽中，蓋里納利拿下了賽季最高的27分。他的表現在整個歐洲大陸迅速產生了巨大影響力，隨後榮獲了該年賽季的歐洲聯賽新星頭銜。

## 國家籃球協會

### 紐約尼克（2008–2011）

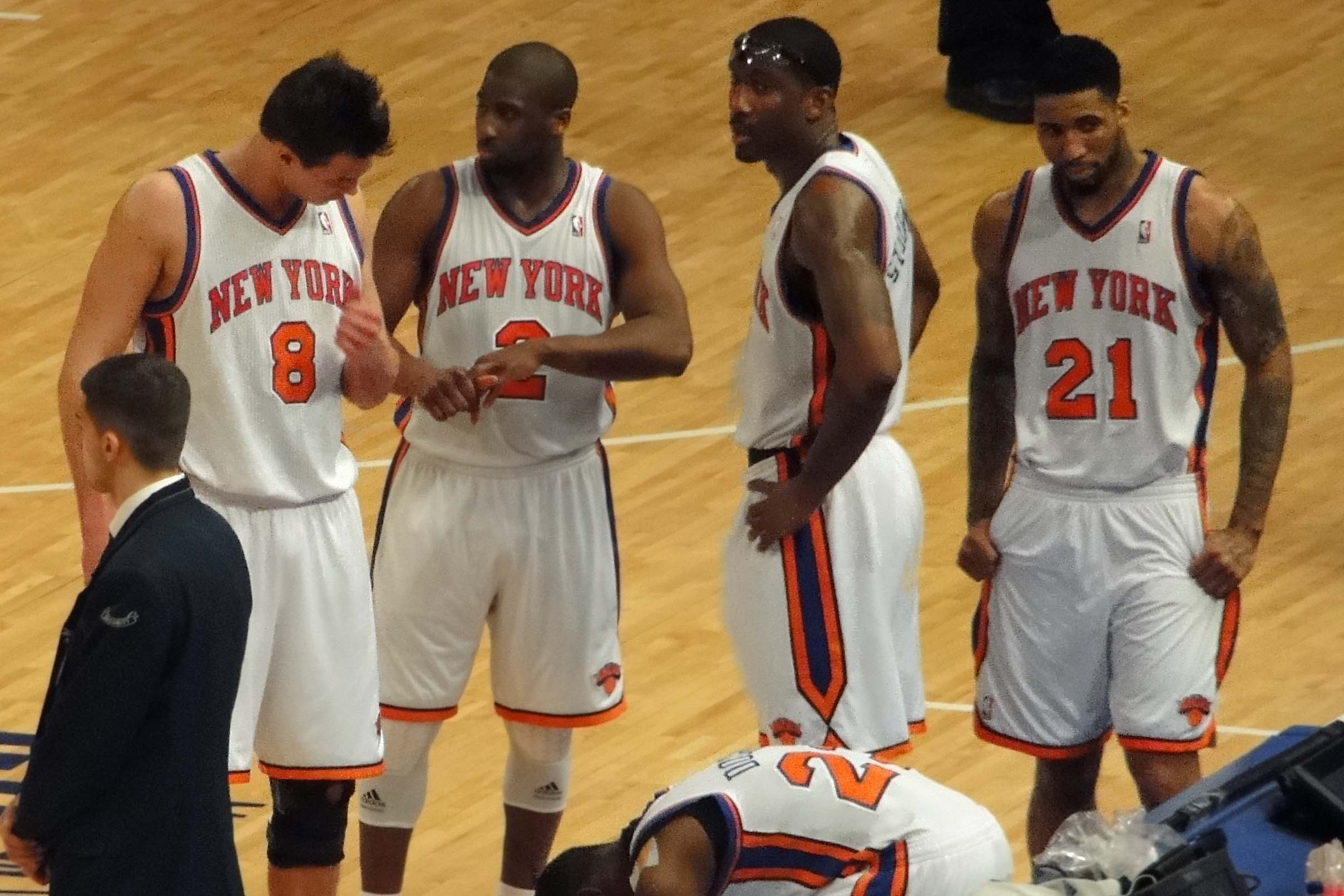
紐約尼克時期的蓋里納利

蓋里納利與米蘭奧林匹亞簽署的合約中附加有為NBA效力的逃脫條款，這可以有效避免他投身NBA時可能會出現的麻煩。2008年4月23日，蓋里納利終於決定正式宣布參加2008年的NBA選秀。他在投身選秀時與Reebok簽下代言合約，並推出一款名為“The Rooster”的專屬鞋款。
蓋里納利最終被紐約尼克以六號籤選中，隨後他與尼克管理層簽訂了一份為期兩年的合約。

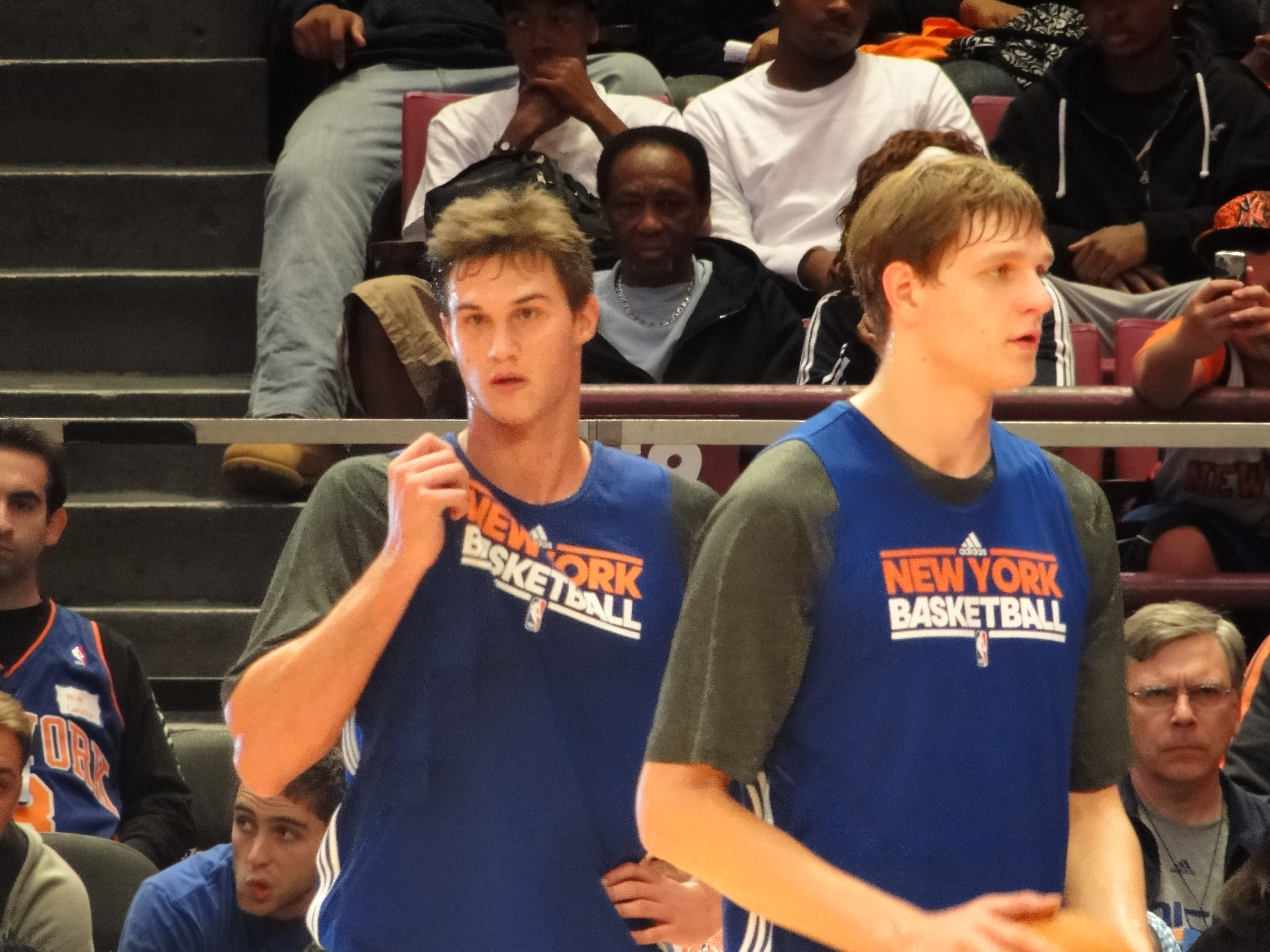
蓋里納利與季莫費·莫茲戈夫。

但不幸的是，2008–09賽季剛進行完一場比賽，蓋里納利就因為背傷導致其很可能缺席整個賽季的比賽。儘管他存在背傷問題，但在1月17日，蓋里納利在尼克敗給費城七六人的比賽中正式回歸。2009年3月4日，蓋里納利在尼克對上亞特蘭大老鷹的比賽中拿下生涯新高的17分，其中三分球命中率高達八成。
2009年10月23日，尼克宣布執行蓋里納利的合約選項。
隨著尼克用昆汀·理查森的交易為蓋里納利騰出了薪資空間，同時艾爾·哈靈頓也被降級為替補球員，尼克總教練邁克·德安東尼決定拉拔蓋里納利成為先發小前鋒。在剛開季的第三場比賽中，蓋里納利攻下了職業生涯新高的30分，且命中了八顆三分，距離由拉崔爾·史普利威爾和約翰·史塔克斯保持的隊史三分球記錄只差一顆，然而在歷經延長賽後，尼克仍惜敗於費城七六人。2010年4月6日，蓋里納利在尼克對上波士頓塞爾提克的比賽中拿下了31分，刷新職業生涯得分紀錄，尼克最終也以104−101收下勝利。

### 丹佛金塊（2011–2017）

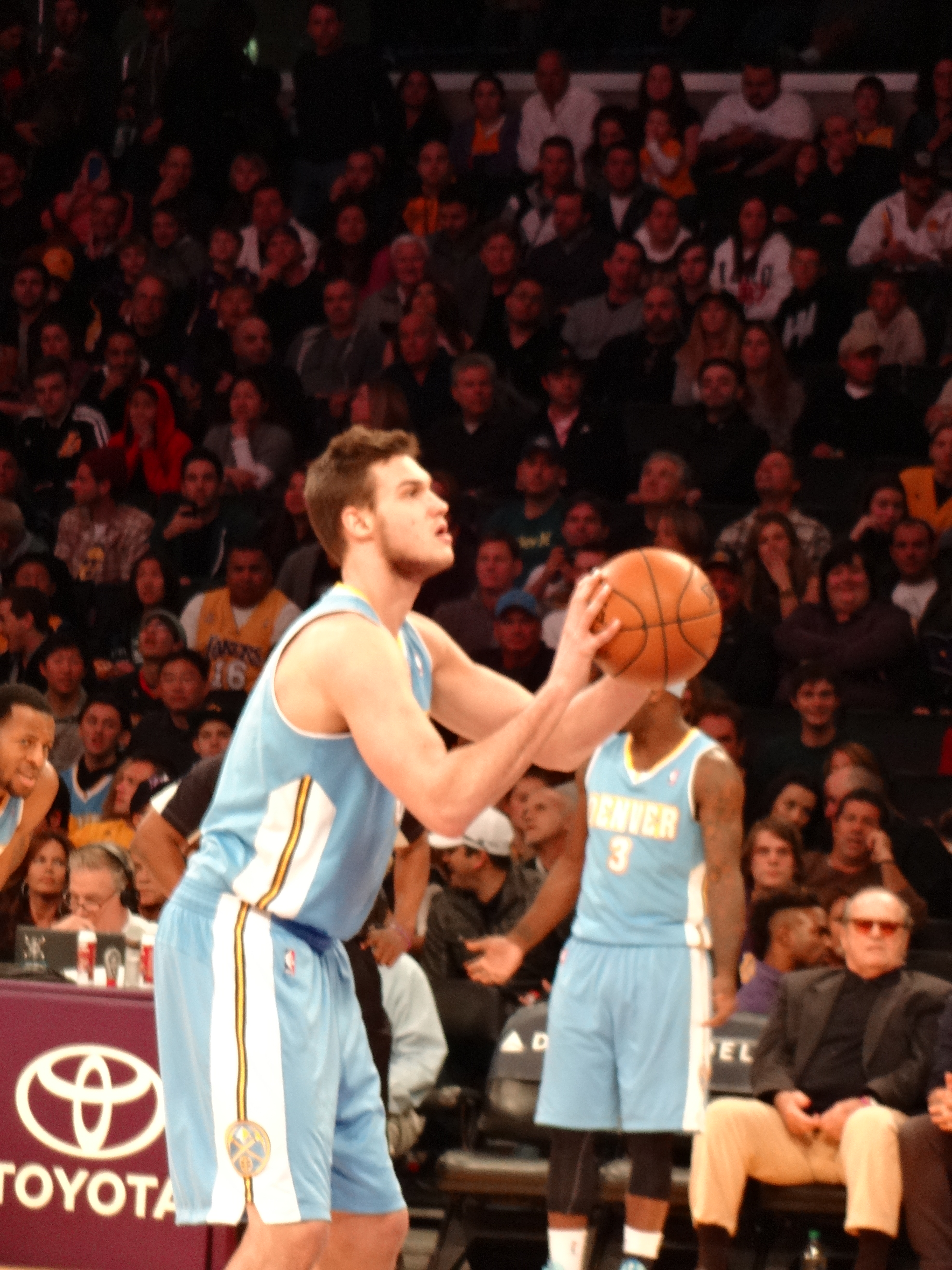
正在罰球的蓋里納利。

2011年的2月22日，蓋里納利在卡梅羅·安東尼和昌西·比卢普斯來紐約的涉及第三方明尼蘇達灰狼的交易中離開了紐約，被交易到丹佛掘金。僅僅只在掘金打了2場比賽，他就幾乎再創新高，在加時敗給波特蘭開拓者的比賽上，拿下了30分。
在2011年因勞資糾紛而進行封館期間，蓋里納利重返義大利加盟了老東家米蘭奧林匹亞俱樂部。
2012年1月25日，蓋里納利與丹佛金塊續約，雙方簽下了一份為期四年、價值4200萬美元的合約。
2013年4月5日，在金塊迎戰達拉斯獨行俠的比賽中，蓋里納利因左膝前交叉韌帶撕裂受傷離場，缺席了2012–13賽季剩餘的比賽。2014年1月21日，他進行了左膝交叉韌帶修復手術，再次賽季報銷，缺席了2013–14賽季所有比賽。
2015年3月23日，金塊客場119−100大勝奧蘭多魔術，蓋里納利出場33分鐘，21投12中得到40分、7籃板、4助攻以及3抄截，刷新職業生涯單場得分紀錄。2015年4月11日，金塊在主場經過二次延長賽後以143−144不敵達拉斯獨行俠，蓋里納利攻下47分，刷新個人職業生涯單場得分紀錄。整個2014–15賽季，蓋里納利代表金塊出場59次，場均上場24.1分鐘能得到12.4分、3.7籃板和1.4助攻。
2015年8月3日，蓋里納利與金塊簽下了為期兩年的續約合約。2015年11月17日，他在金塊以115−98擊敗紐奧良鵜鶘的比賽中攻下賽季新高的32分。2016年2月5日，金塊主場以115−110擊敗芝加哥公牛，蓋里納利得到33分，再次刷新賽季得分新高。之後由於腳踝受傷，蓋里納利又錯過了2015–16賽季的最後22場比賽。
2015年11月25日，金塊在主場以94−111不敵洛杉磯快艇。蓋里納利發揮出色，在比賽中共上場37分鐘，攻下了20分和18籃板，籃板數刷新了其生涯單場最高紀錄。

### 洛杉磯快艇（2017–2019）
2017年7月7日，丹佛掘金官方宣布完成一筆三方交易，掘金得到老鷹從奇才獲得的2019年次輪選秀權，送出加里納利到洛杉磯快船，快船則將贾马尔·克劳福德、戴蒙德-斯通以及從火箭隊獲得的2018年受保護首輪選秀權送到老鷹隊。

### 奧克拉荷馬城雷霆（2019−2020）
2019年7月10日，快艇隊將加里納利、謝伊·吉爾傑斯-亞歷山大、5個首輪選秀權及2個次輪選秀互換權交易至奧克拉荷馬城雷霆，以換取保罗·乔治。

### 亞特蘭大老鷹（2020–2022）
2020年11月24日，蓋里納利在一笔先签后换的交易中被亚特兰大老鹰收购，以換取一份簽約交易協定中的有條件2025年第二輪選秀權。

### 波士頓塞爾提克（2022）
2022年6月30日，蓋里納利與多個未來的首輪選秀權一起被交易到聖安東尼奧馬刺，以換取德瓊泰·莫瑞和乔克·兰代尔。7月8日，蓋里納利被馬刺隊放棄。
2022年7月12日，蓋里納利與波士頓塞爾提克簽下了一份為期兩年、價值1330萬美元的合約。

### 華盛頓巫師（2023–2024）
2023年6月23日，塞爾提克隊將加里納利交易至華盛頓巫師，作為涉及曼菲斯灰熊的三隊交易的一部分。巫師隊從塞爾提克隊得到了加里納利、邁克·穆斯卡拉和2023年NBA選秀第35順位新秀，並從灰熊隊得到了泰厄斯·瓊斯，換來了登陸波士頓塞爾提克的克里斯塔普斯·波爾津吉斯。此外，塞爾提克隊從灰熊隊獲得了2023年NBA選秀中的第25號選秀權和2024年首輪選秀權（透過勇士隊），而灰熊隊則獲得了馬庫斯·斯瑪特。

### 底特律活塞（2024）
2024年1月14日，加里納利與邁克·穆斯卡拉一起被交易到底特律活塞，以換取馬文·巴格利三世、以賽亞·利弗斯和未來的選秀考慮。2月9日，他被活塞隊裁掉。

### 密爾瓦基公鹿（2024–present）
2024年2月21日，加里納利與密爾瓦基公鹿簽約。

## 職業生涯數據

### NBA例行賽數據統計
| 賽季     | 球隊     | GP  | GS  | MPG  | FG%  | 3P%  | FT%  | RPG | APG | SPG | BPG | PPG  |
| -------- | -------- | --- | --- | ---- | ---- | ---- | ---- | --- | --- | --- | --- | ---- |
| 2008–09  | NYK      | 28  | 2   | 14.7 | .448 | .444 | .963 | 2.0 | .5  | .5  | .1  | 6.1  |
| 2009–10  | NYK      | 81  | 74  | 33.9 | .423 | .381 | .818 | 4.9 | 1.7 | .9  | .7  | 15.1 |
| 2010–11  | NYK      | 48  | 48  | 34.8 | .415 | .347 | .893 | 4.8 | 1.7 | .8  | .4  | 15.9 |
| 2010–11  | DEN      | 14  | 12  | 30.9 | .412 | .370 | .772 | 5.4 | 1.6 | .9  | .6  | 14.7 |
| 2011–12  | DEN      | 43  | 40  | 31.4 | .414 | .328 | .871 | 4.7 | 2.7 | 1.0 | .5  | 14.6 |
| 2012–13  | DEN      | 71  | 71  | 32.5 | .418 | .373 | .822 | 5.2 | 2.5 | .9  | .5  | 16.2 |
| 2014–15  | DEN      | 59  | 27  | 24.2 | .401 | .355 | .895 | 3.7 | 1.4 | .8  | .3  | 12.4 |
| 2015–16  | DEN      | 53  | 53  | 34.7 | .410 | .364 | .868 | 5.3 | 2.5 | .8  | .4  | 19.5 |
| 2016–17  | DEN      | 63  | 63  | 33.9 | .447 | .388 | .902 | 5.1 | 2.1 | .6  | .2  | 18.2 |
| 2017–18  | LAC      | 21  | 21  | 32.0 | .398 | .324 | .931 | 4.8 | 2.0 | .6  | .5  | 15.3 |
| 2018–19  | LAC      | 68  | 68  | 30.3 | .463 | .433 | .904 | 6.1 | 2.6 | .7  | .3  | 19.8 |
| 2019–20  | OKC      | 62  | 62  | 29.6 | .438 | .405 | .893 | 5.2 | 1.9 | .7  | .1  | 18.7 |
| 2020–21  | ATL      | 51  | 4   | 24.0 | .434 | .406 | .925 | 4.1 | 1.5 | .6  | .2  | 13.3 |
| 2021–22  | ATL      | 66  | 18  | 25.3 | .434 | .381 | .904 | 4.7 | 1.5 | .4  | .2  | 11.7 |
| 2023–24  | WAS      | 26  | 0   | 14.8 | .435 | .313 | .839 | 2.9 | 1.2 | .2  | .1  | 7.0  |
| 2023–24  | DET      | 6   | 0   | 14.9 | .545 | .583 | .875 | 2.3 | 2.0 | .3  | .3  | 8.7  |
| 2023–24  | MIL      | 17  | 0   | 9.1  | .378 | .176 | .889 | 1.1 | .7  | .4  | .1  | 2.8  |
| 職業生涯 | 職業生涯 | 777 | 563 | 28.8 | .428 | .381 | .876 | 4.7 | 1.9 | .7  | .3  | 14.9 |

### NBA附加賽數據統計
| 賽季     | 球隊     | GP | GS | MPG  | FG%  | 3P%  | FT%  | RPG | APG | SPG | BPG | PPG  |
| -------- | -------- | -- | -- | ---- | ---- | ---- | ---- | --- | --- | --- | --- | ---- |
| 2022     | ATL      | 2  | 2  | 35.2 | .440 | .364 | .857 | 3.0 | 1.5 | .0  | .5  | 16.0 |
| 職業生涯 | 職業生涯 | 2  | 2  | 35.2 | .440 | .364 | .857 | 3.0 | 1.5 | .0  | .5  | 16.0 |

### NBA季後賽數據統計
| 賽季     | 球隊     | GP | GS | MPG  | FG%  | 3P%  | FT%   | RPG | APG | SPG | BPG | PPG  |
| -------- | -------- | -- | -- | ---- | ---- | ---- | ----- | --- | --- | --- | --- | ---- |
| 2011     | DEN      | 5  | 5  | 29.6 | .432 | .467 | .714  | 3.4 | 2.0 | .8  | .0  | 12.0 |
| 2012     | DEN      | 7  | 7  | 31.7 | .362 | .174 | .917  | 5.1 | 2.4 | .7  | .6  | 13.4 |
| 2019     | LAC      | 6  | 6  | 33.5 | .351 | .302 | .848  | 6.2 | 2.7 | 1.3 | .2  | 19.8 |
| 2020     | OKC      | 7  | 7  | 30.3 | .405 | .324 | .967  | 5.4 | 1.0 | .7  | .1  | 15.0 |
| 2021     | ATL      | 18 | 0  | 24.6 | .425 | .405 | .942  | 3.9 | .8  | .3  | .2  | 12.8 |
| 2022     | ATL      | 5  | 3  | 22.3 | .400 | .267 | 1.000 | 4.2 | .8  | .2  | .0  | 10.2 |
| 職業生涯 | 職業生涯 | 48 | 28 | 27.8 | .395 | .341 | .901  | 4.6 | 1.4 | .6  | .2  | 13.8 |

### 歐洲籃球聯賽數據統計
| 賽季     | 球隊           | GP | GS | MPG  | FG%  | 3P%  | FT%  | RPG | APG | SPG | BPG | PPG  | PIR  |
| -------- | -------------- | -- | -- | ---- | ---- | ---- | ---- | --- | --- | --- | --- | ---- | ---- |
| 2005–06  | Olimpia Milano | 1  | 0  | 2.3  | 0.0  | 0.0  | 0.0  | 0.0 | 0.0 | 0.0 | 0.0 | 0.0  | 1.0  |
| 2007–08  | Olimpia Milano | 11 | 11 | 31.7 | 42.0 | 31.8 | 78.1 | 4.2 | 1.7 | 1.5 | 0.4 | 14.9 | 17.2 |
| 2011–12  | Olimpia Milano | 7  | 2  | 28.3 | 40.6 | 26.7 | 75.3 | 4.4 | 1.1 | 0.7 | 0.4 | 16.4 | 19.3 |
| 職業生涯 | 職業生涯       | 19 | 13 | 25.6 | 41.3 | 29.3 | 79.6 | 4.1 | 1.4 | 1.1 | 0.4 | 14.7 | 17.1 |

## 國家隊生涯
蓋里納利曾是義大利國家隊U16和U18青年隊的成員。他參加了2004年歐洲U16籃球錦標賽，並在2005年歐洲U18籃球錦標賽上得到了銅牌。另外他也在2007年歐洲籃球錦標賽期間，被選為意大利國家隊的一員，但由於在此次錦標賽前的一次熱身賽中受傷，蓋里納利最終不得不退出比賽。

## 個人生活
- 達尼洛·蓋里納利的父親維多里歐·蓋里納利（英语：Vittorio Gallinari）曾隨米蘭奧林匹亞、帕維亞（英语：Nuova Pallacanestro Pavia）、波隆納（英语：Virtus Bologna）以及維洛那（英语：Scaligera Basket Verona）等職業球隊參加意大利籃球甲級聯賽，並以嚴密的防守著稱。此外，他還是現任休士頓火箭總教練邁克·德安東尼在意大利打球時的隊友兼室友。[1]

- 除了籃球方面的發展，蓋里納利同時也是亞曼尼的模特兒。[18]

## 另見
- 國家籃球協會入口網站（英语：National Basketball Association）
- 在美國的歐洲籃球運動員列表（英语：List of European basketball players in the United States）

## 外部連結
- 达尼洛·加利纳里的X（前Twitter）
- 达尼罗·加里纳利在fiba.basketball（英语）
- 达尼罗·加里纳利在archive.fiba.com（存檔）（英语）
- 达尼罗·加里纳利在NBA官網（英语）
- 达尼罗·加里纳利在歐洲籃球聯賽官網（英语）
- 达尼罗·加里纳利在意大利篮球甲级联赛官網（意大利语）
- 达尼罗·加里纳利在Basketball-Reference.com（NBA）（英语）
- 达尼罗·加里纳利在Basketball-Reference.com（國際）（英语）
- 达尼罗·加里纳利在ESPN（NBA）（英语）
- 达尼罗·加里纳利在Eurobasket.com（球員）（英语）
- 达尼罗·加里纳利在Proballers（英语）
- 达尼罗·加里纳利在RealGM（英语）
- 达尼罗·加里纳利在Olympics.com（英语）
- 达尼罗·加里纳利在Olympedia（英语）